# Liste der japanischen Botschafter in China

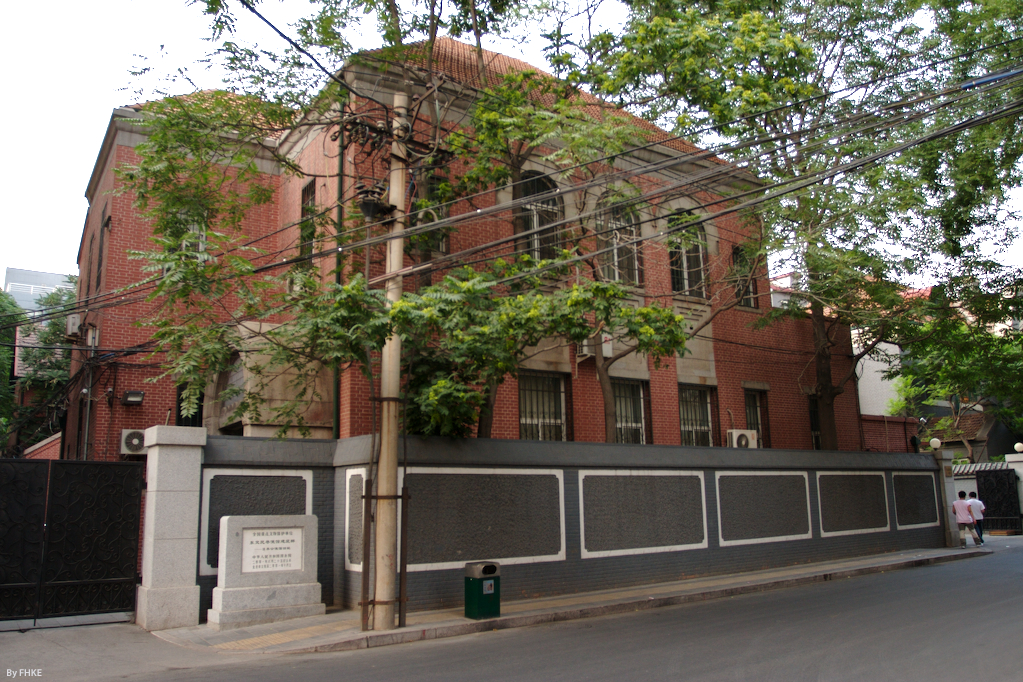
Frühere japanische Botschaft

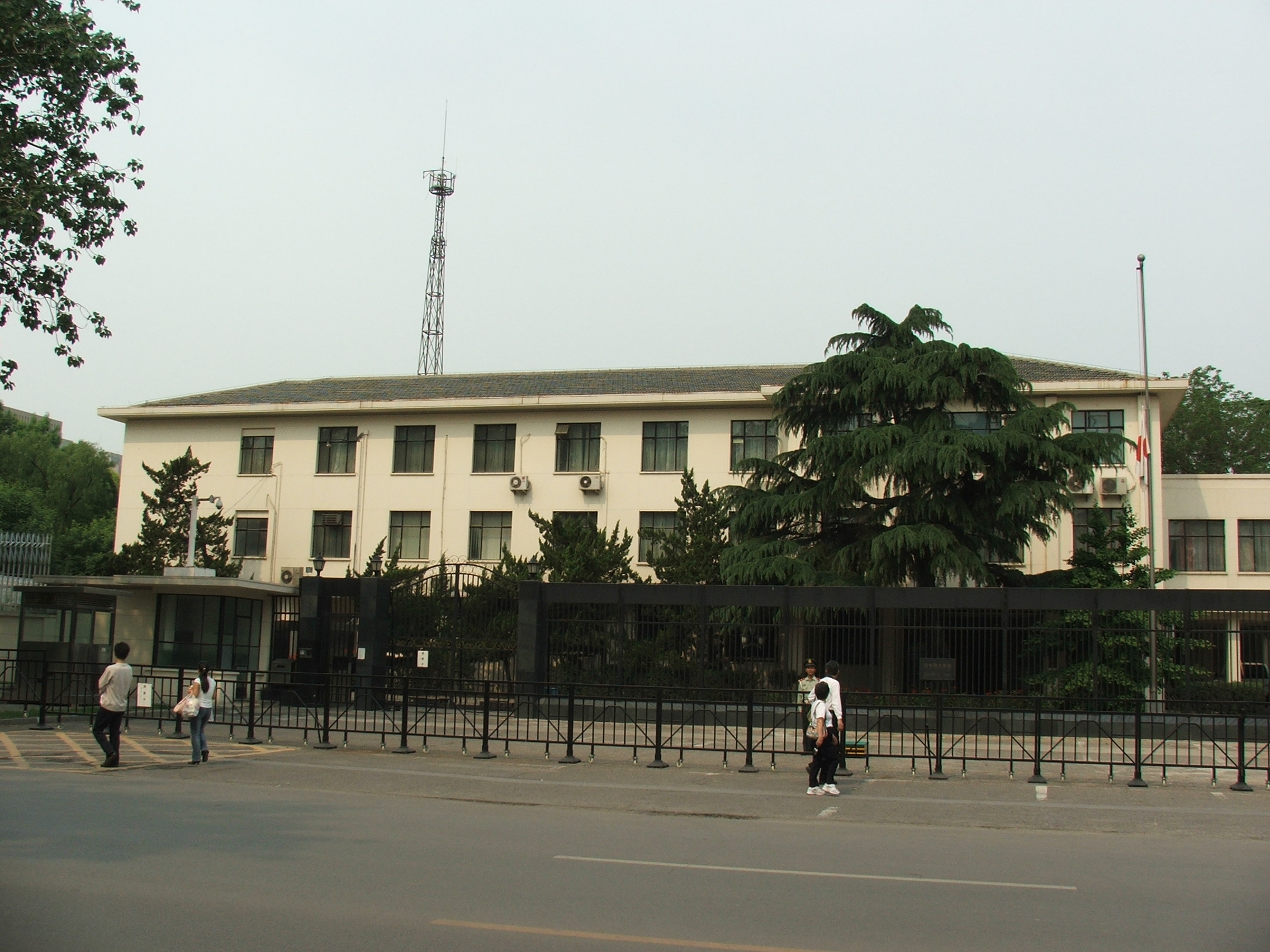
Die japanische Botschaft befindet sich in Peking

| Ernennung/Akkreditierung | Botschafter          | Japanische Schrift | Hochchinesisch | Bemerkungen                                                                              | Regierung Japans    | Regierung Chinas | Posten verlassen |
| ------------------------ | -------------------- | ------------------ | -------------- | ---------------------------------------------------------------------------------------- | ------------------- | ---------------- | ---------------- |
| 1874                     | Yanagihara Maehikari | 柳原前光           | 柳原前光       | (* 23. März 1850 (4. Mai 1850); † 2. September 1894) 1880: Gesandter in Sankt Petersburg | Meiji               | Cixi             | 1875             |
| 1875                     | Mori Arinori         | 森有礼             | 森有禮         |                                                                                          | Meiji               | Cixi             | 1878             |
| 1879                     | Shishido Tamaki      | 宍戸たまき         | 宍戶璣         | (* 1829; † 1901),                                                                        | Meiji               | Cixi             | 1881             |
| 1882                     | Enomoto Takeaki      | 榎本武揚           | 榎本武揚       |                                                                                          | Meiji               | Cixi             | 1885             |
| 1886                     | Shiota Saburo        | 塩田三郎           | 鹽田三郎       |                                                                                          | Itō Hirobumi        | Cixi             | 1889             |
| 1889                     | Ōtori Keisuke        | 大鳥圭介           | 大鳥圭介       |                                                                                          | Yamagata Aritomo    | Cixi             | 1893             |
| 1893                     | Komura Jutarō        | 小村壽太郎         | 小村壽太郎     |                                                                                          | Itō Hirobumi        | Cixi             | 1894             |
| 1895                     | Hayashi Tadasu       | 林董               | 林董           |                                                                                          | Itō Hirobumi        | Cixi             | 1896             |
| 1897                     | Ryūkei Yano          | 矢野龍溪           | 矢野龍溪       |                                                                                          | Matsukata Masayoshi | Cixi             | 1899             |
| 1899                     | Nishi Tokujirō       | 西徳二郎           | 西徳二郎       |                                                                                          | Itō Hirobumi        | Cixi             | 1901             |
| 1901                     | Komura Jutarō        | 小村壽太郎         | 小村壽太郎     |                                                                                          | Katsura Tarō        | Cixi             |                  |
| 1901                     | Uchida Kōsai         | 内田康哉           | 內田康哉       |                                                                                          | Katsura Tarō        | Cixi             | 1906             |
| 1906                     | Hayashi Gonsuke      | 林権助             | 林權助         |                                                                                          | Saionji Kimmochi    | Cixi             | 1908             |
| 1908                     | Ijuin Hikokichi      | 伊集院彦吉         | 伊集院彥吉     |                                                                                          | Katsura Tarō        | Pu Yi            | 1913             |
| 1913                     | Yamaza Enjirō        | 山座円次郎         | 山座圓次郎     |                                                                                          | Yamamoto Gonnohyōe  | Yuan Shikai      | 1914             |
| 1914                     | Hioki Eki            | 日置益             | 日置益         |                                                                                          | Ōkuma Shigenobu     | Yuan Shikai      | 1916             |
| 1918                     | Obata Torikichi      | 小幡酉吉           | 小幡酉吉       |                                                                                          | Hara Takashi        | Xu Shichang      | 1923             |
| 1923                     | Kenkichi Yoshizawa   | 芳澤謙吉           | 芳澤謙吉       |                                                                                          | Yamamoto Gonnohyōe  | Xu Shichang      | 1929             |
| 23. Aug. 1929            | Saburi Sadao         | 佐分利貞男         | 佐分利貞男     | (* 20. Januar 1879; † 29. November 1929)                                                 | Hamaguchi Osachi    | Chiang Kai-shek  | 29. Nov. 1929    |
| 1931                     | Shigemitsu Mamoru    | 重光葵             | 重光葵         |                                                                                          | Wakatsuki Reijirō   | Chiang Kai-shek  | 1932             |
| 1932                     | Ariyoshi Akira       | 有吉明             | 有吉明         | Gesandter                                                                                | Saitō Makoto        | Lin Sen          | 1935             |
| 22. Mai 1933             | Shoichi Nakayama     | 中山詳一           |                |                                                                                          | Saitō Makoto        | Lin Sen          | 31. Mai 1933     |
| 17. Mai 1935             | Ariyoshi Akira       | 有吉明             | 有吉明         | Botschafter                                                                              | Okada Keisuke       | Lin Sen          | 1936             |
| 8. Feb. 1936             | Arita Hachirō        | 有田八郎           | 有田八郎       |                                                                                          | Okada Keisuke       | Lin Sen          | 2. Apr. 1936     |
| 1936                     | Shigeru Kawagoe      | 川越茂             | 川越茂         |                                                                                          | Hirota Kōki         | Lin Sen          | 24. Jan. 1938    |
| 1. Apr. 1940             | Abe Nobuyuki         | 阿部信行           | 阿部信行       |                                                                                          | Yonai Mitsumasa     | Wang Jingwei     | 26. Dez. 1940    |
| 1940                     | Honda Kumatarō       | 本多熊太郎         | 本多熊太郎     |                                                                                          | Konoe Fumimaro      | Wang Jingwei     | 1941             |
| 1942                     | Mamoru Shigemitsu    | 重光葵             | 重光葵         |                                                                                          | Tojo Hideki         | Wang Jingwei     | 20. Apr. 1943    |
| 1943                     | Tani Masayuki        | 谷正之             | 谷正之         |                                                                                          | Tojo Hideki         | Wang Jingwei     | 1945             |
| 1946                     |                      |                    |                | Unterbrechung der diplomatischen Beziehungen                                             | Yoshida Shigeru     | Chiang Kai-shek  |                  |
| 25. Aug. 1952            | Kenkichi Yoshizawa   | 芳澤謙吉           | 芳澤謙吉       |                                                                                          | Yoshida Shigeru     | Chen Cheng       | 19. Dez. 1954    |
| 1955                     | Horinouchi Kensuke   | 堀内謙介           | 堀內謙介       |                                                                                          | Hatoyama Ichirō     | Yu Hung-Chun     | 1959             |
| 1959                     | Iguchi Sadao         | 井口貞夫           | 井口貞夫       |                                                                                          | Kishi Nobusuke      | Chen Cheng       | 1963             |
| 1963                     | Shiroshichi Kimura   | 木村四郎七         | 木村四郎七     |                                                                                          | Ikeda Hayato        | Chen Cheng       | 1966             |
| 1966                     | Shimadzu Hisa-dai    | 島津久大           | 島津久大       | 22. Januar 1963: Botschafter in Bangkok                                                  | Satō Eisaku         | Yen Chia-kan     | 1969             |
| 1969                     | Osamu Itagaki        | 板垣修             | 板垣修         |                                                                                          | Satō Eisaku         | Yen Chia-kan     | 30. Jan. 1972    |
| 1972                     | Atsushi Uyama        | 宇山厚             | 宇山厚         |                                                                                          | Tanaka Kakuei       | Chiang Ching-kuo | 30. Nov. 1972    |
| 8. Feb. 1973             | Heishiro Ogawa       | 小川平四郎         | 小川平四郎     |                                                                                          | Tanaka Kakuei       | Zhou Enlai       | 1977             |
| 1977                     | Sato Shoji           | 佐藤正二           | 佐藤正二       |                                                                                          | Fukuda Takeo        | Hua Guofeng      | 1979             |
| 1979                     | Kenzo Yoshida        | 吉田健三 (外交官)  | 吉田健三       |                                                                                          | Ōhira Masayoshi     | Hua Guofeng      | 1981             |
| 1981                     | Yasue Katon          | 鹿取泰衛           | 鹿取泰衛       | 1975–1980: Botschafter in Wien                                                           | Suzuki Zenkō        | Zhao Ziyang      | 1984             |
| 1984                     | Yosuke Nakae         | 中江要介           | 中江要介       | (* 30. Dezember 1922; † 6. März 2014)                                                    | Nakasone Yasuhiro   | Zhao Ziyang      | 1987             |
| 1987                     | Nakajima Toshijirō   | 中島敏次郎         | 中島敏次郎     | (* 1925; † 2011)                                                                         | Takeshita Noboru    | Li Peng          | 1989             |
| 1989                     | Hashimoto Hiroshi    | 橋本恕             | 橋本恕         | (* 7. April 1926; † 6. April 2014)                                                       | Kaifu Toshiki       | Li Peng          | 1992             |
| 1992                     | Kunihiro Michihiko   | 國廣道彦           | 國廣道彥       |                                                                                          | Miyazawa Kiichi     | Li Peng          | 1995             |
| 1995                     | Sato Yoshiyasu       | 佐藤嘉恭           | 佐藤嘉恭       | (* 27. September 1934)                                                                   | Murayama Tomiichi   | Li Peng          | 1998             |
| 1998                     | Sakutaro Tanino      | 谷野作太郎         | 谷野作太郎     | (* 6. Juni 1936 )                                                                        | Obuchi Keizō        | Zhu Rongji       | 2001             |
| 2001                     | Anami Koreshige      | 阿南惟茂           | 阿南惟茂       | (* 16. Januar 1941)                                                                      | Koizumi Jun’ichirō  | Zhu Rongji       | 2006             |
| 2006                     | Yuji Miyamoto        | 宮本雄二           | 宮本雄二       | (* 3. Juli 1946)                                                                         | Abe Shinzō          | Wen Jiabao       | 2010             |
| 2010                     | Uichiro Niwa         | 丹羽宇一郎         | 丹羽宇一郎     | (* 29. Januar 1939)                                                                      | Kan Naoto           | Wen Jiabao       | 2012             |
| 2012                     | Shiichi Nishimiya    | 西宮伸一           | 西宮伸一       | (* 1952; † 16. September 2012) starb vor Amtsantritt                                     | Yoshihiko Noda      | Wen Jiabao       |                  |
| 2012                     | Masato Kitera        | 木寺昌人           | 木寺昌人       |                                                                                          | Yoshihiko Noda      | Wen Jiabao       |                  |